# Мазурово (Витебская область)
Мазурово (бел. Мазурава) — хутор в Глубокском районе Витебской области Белоруссии. Входит в состав Прозорокского сельсовета.

## История
В 1921—1945 годах деревня Мазурово входила в состав гмины Черневичи, позже в составе гмины Прозороки Дисенского повета Виленского воеводства.
До 19 мая 1972 года хутор входил в состав Зябковского сельсовета.

## Население
- 1921 год — 40 жителей, 8 дворов[3].
- 1931 год — 36 жителей, 6 дворов[4].